# Aproida monteithi
Aproida monteithi es un coleóptero de la familia Chrysomelidae.
Fue descrita científicamente por primera vez en 1989 por Samuelson.